# Superlambanana

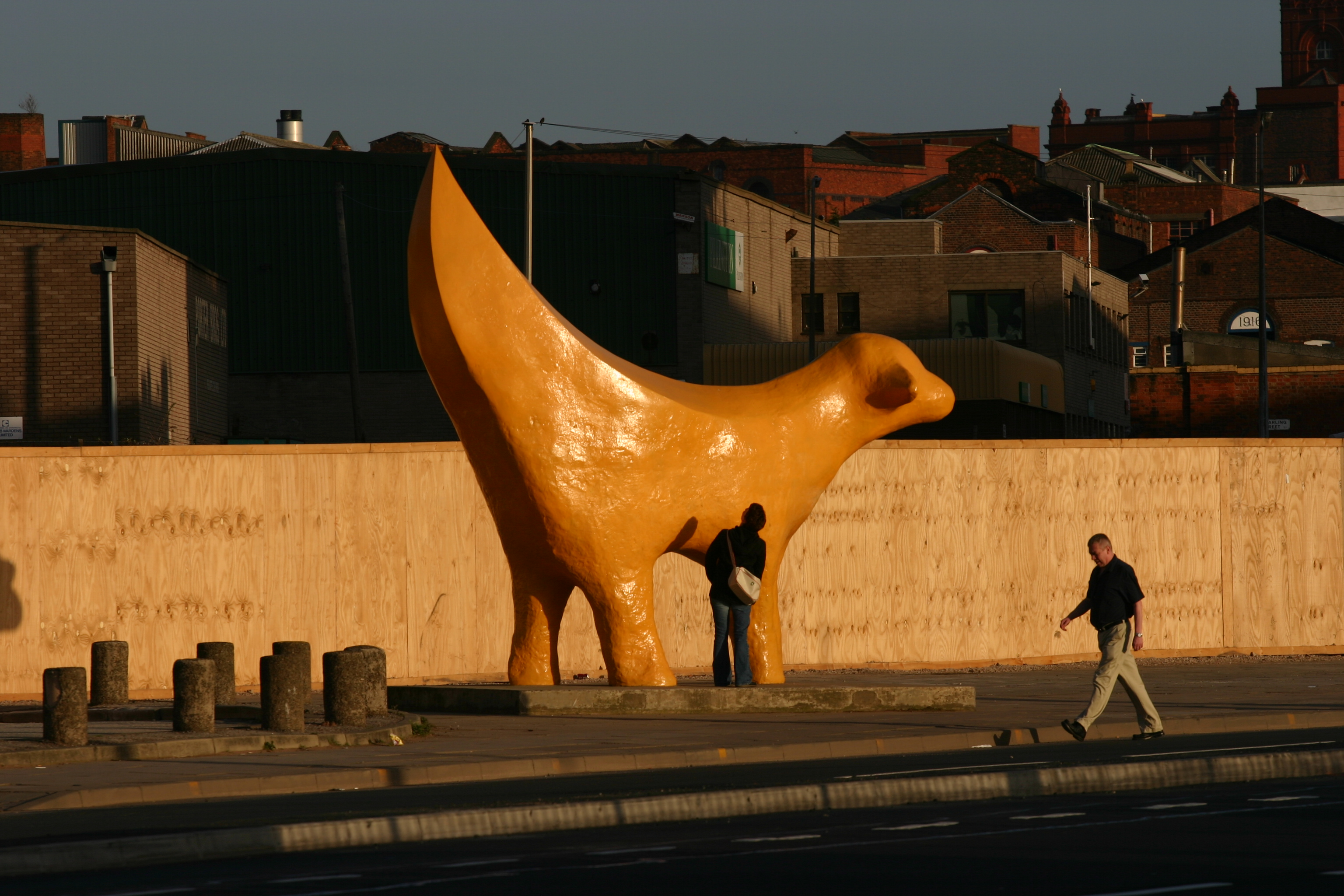
Superlambanana

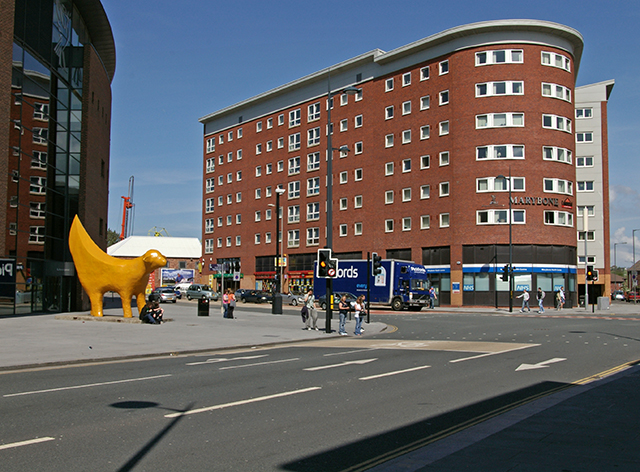
Superlambanana op zijn huidige locatie

Superlambanana is een geelkleurig kunstwerk in Liverpool (Engeland). Het weegt bijna acht ton en is meer dan 5 meter hoog. Het werk stelt een kruising voor tussen een banaan en een lam.  

## Origine
Het werk werd ontworpen door de Japanse kunstenaar Taro Chiezo. Chiezo creëerde het werk enkel in het klein, zo'n tien centimeter. De grote versie werd gefabriceerd door 4 lokale kunstenaars: Andy Small, Julian Taylor, Tommy Reason en Ray Stokes. Het kunstwerk werd gemaakt in 1998, voor de ArtTransPennine Exhibition, en werd onthuld bij de heropening van Tate Liverpool.  Het heeft een dubbele betekenis. Enerzijds wil het waarschuwen voor de gevaren van genetische manipulatie. Anderzijds is het een verwijzing naar de geschiedenis van Liverpool, waar historisch gezien zowel schapen als bananen belangrijke transportgoederen waren in de haven. 

## Variatie
Sinds 1998 is de plaats waar het beeld staat, diverse malen gewijzigd.  Het beeld stond oorspronkelijk nabij het bekende Liver Building, maar werd sindsdien onder meer geplaatst op Williamson Square, Spike Island in Halton, Cheshire, en nabij het Albert Dock. Ook de kleur van het beeld wijzigde reeds meermaals. De oorspronkelijk gele kleur werd reeds meermaals tijdelijk overschilderd. Zo kleurde het beeld roze gedurende een campagne tegen borstkanker, paars tijdens een campagne voor een rookvrij Liverpool, en zwart-wit gevlekt om de aandacht te trekken op vandalisme in de stad.

## Toekomst
Lange tijd was het beeld onderwerp van geruchten: er werd gezegd dat het beeld door Chiezo enkel was uitgeleend aan Liverpool, en dat het mogelijks door de artiest zou worden verkocht aan de naburige stad Manchester. In september 2009 begonnen gesprekken tussen de culturele instanties in Liverpool en Chiezo, over de toekomst van het beeld. In februari 2009 werd aangekondigd dat er een akkoord was bereikt tussen beide partijen. Er zal een nieuwe replica worden gemaakt van het beeld door de originele sculpteur Julian Taylor. Dat nieuwe beeld zal in Liverpool blijven voor de komende 80 jaar. De originele Superlambanana zal teruggegeven worden aan Chiezo, die het vermoedelijk zal veilen.

## Replica's

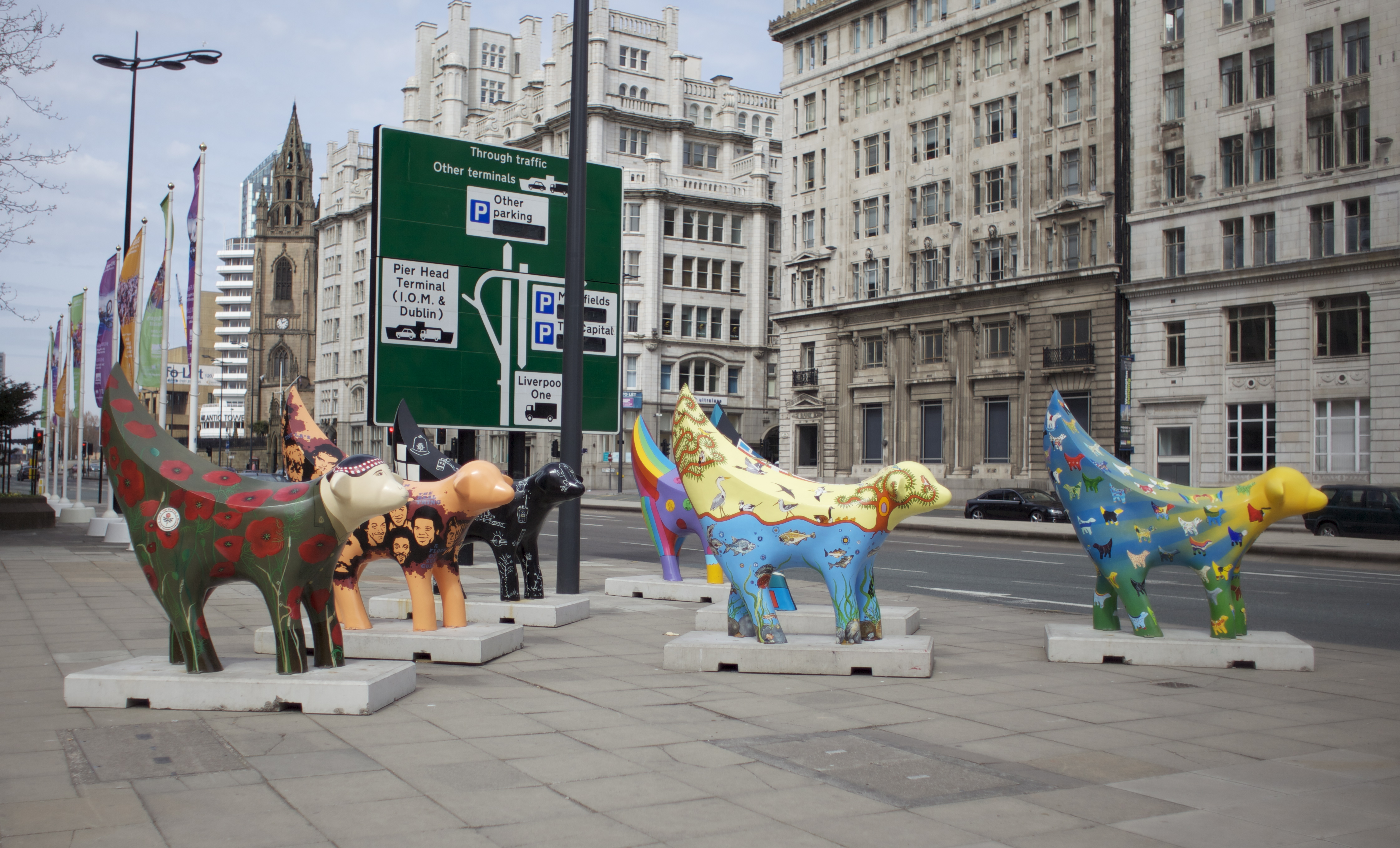
Enkele van de miniatuur replica's

In 2008, toen Liverpool culturele hoofdstad van Europa was, werden 125 unieke miniatuur replica's van het kunstwerk gemaakt, gesponsord door lokale organisaties en bedrijven. Deze replica's van 2 meter hoog werden opgesteld in de hele stad en de wijde omgeving. 